# امپلیکو
امپلیکو (به لاتین: Ampelikou) یک منطقهٔ مسکونی در قبرس است که در De jure Nicosia District واقع شده‌است.